# Radogoszcz (Lubań)

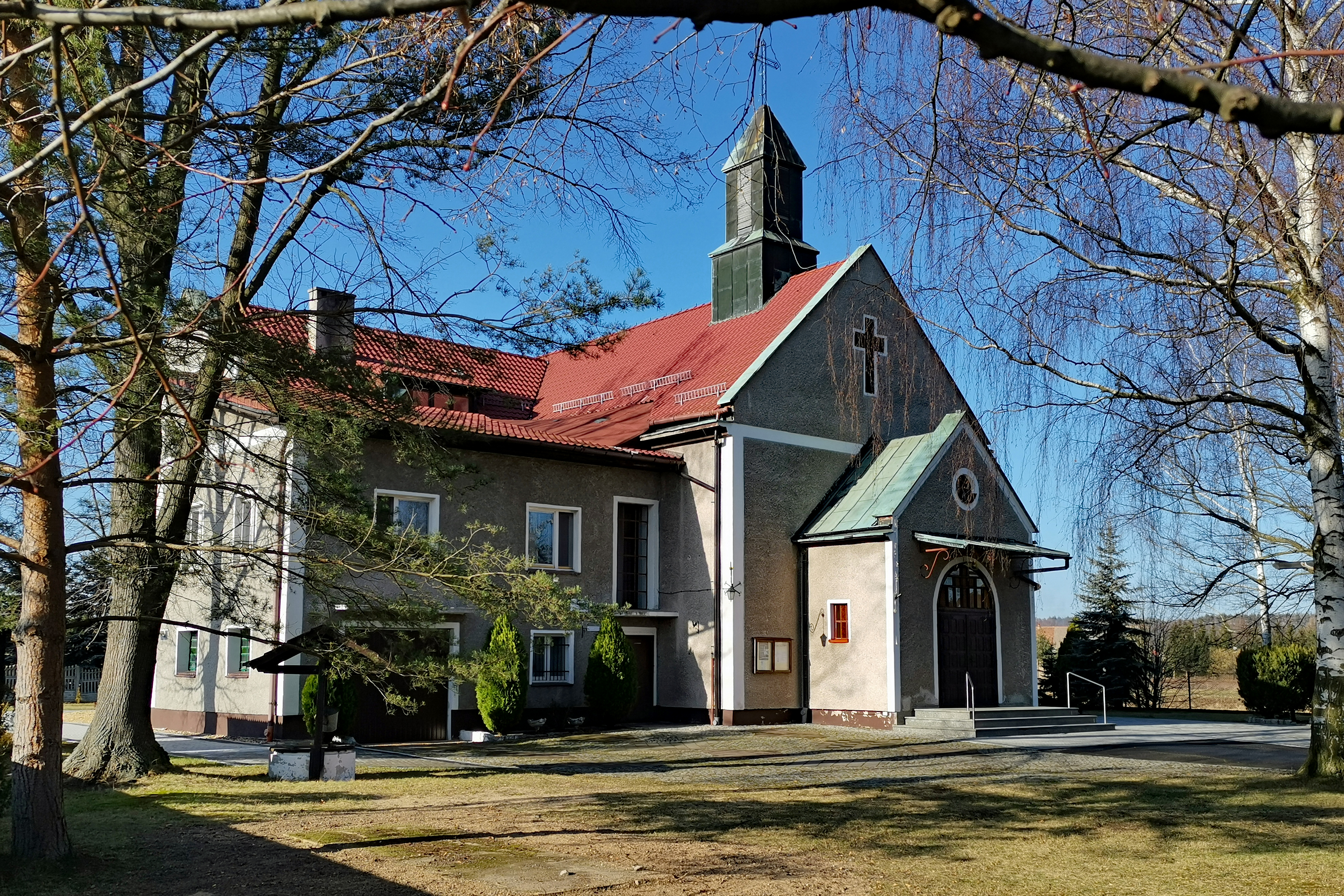
Muttergotteskirche

Radogoszcz (deutsch Wünschendorf) ist ein Ort mit 384 Einwohnern in der Landgemeinde Lubań im Powiat Lubański der Woiwodschaft Niederschlesien in Polen. 
Er liegt am linken Ufer des Queis.

## Geschichte
Wünschendorf gehörte seit der Klostergründung 1320 zum Magdalenerinnenkloster Lauban. Bauern, Gärtner und Häusler des Ortes waren zins- und robotpflichtig. Sie waren auch zum Leisten von Hand- und Spanndiensten verpflichtet. Das westlich der Straße von Lauban nach Naumburg am Queis liegende klösterliche Niedervorwerk Wünschendorf, zu dem auch eine Mühle gehörte, brannte während des Dreißigjährigen Krieges durch fahrlässige Brandstiftung ab. Es wurden auf dem Schäferberg nördlich und nahe der Stadt Lauban verlegt und mit dem schon vorhandenen Bergvorwerk verbunden.
Ende des 19. Jahrhunderts wurden bei Wünschendorf Ziegelsteine und Klinker gebrannt. Bald entstand auch eine große Schamottefabrik mit einer Werkskolonie. Von 1902 bis 1918 wurde die Fabrik vom Ingenieur Max Knoch geleitet. Im Jahre 1909 erfolgte der Zusammenschluss mit der Stettiner Chamottefabrik Aktiengesellschaft vormals Didier. Auch nach dem Tod Knochs behielt die Firma den Namen M Knoch & Comp. GmbH, Chamotte- und Silikatfabrik, neuer Direktor wurde Alfred Schwandes aus Stettin. 1924 erhielt die Fabrik erstmals einen Eisenbahnanschluss in Normalspur. Ressourcenmangel und geringe Nachfrage führten dazu, dass die Schamottefabrik bis 1938 abgerissen wurde.